# Precious (Annie Lennox)
Precious è il secondo singolo estratto da Diva, primo album da solista della cantautrice britannica Annie Lennox.
Il singolo arrivò al 23º posto della classifica britannica e il lato B, Step by Step, fu in seguito ripreso da Whitney Houston per la colonna sonora del film Uno sguardo dal cielo.

## Tracce
1. Precious
2. Step by Step
3. Precious (Album Version)
4. Why

## Classifiche
| Classifica (1992) | Posizione massima |
| ----------------- | ----------------- |
| Regno Unito       | 23                |
| Paesi Bassi       | 31                |
| Australia         | 83                |
| Germania          | 49                |
| Svezia            | 28                |
| Svizzera          | 37                |